# Deresse Mekonnen
Deresse Mekonnen Tsigu (Sheno, 20 oktober 1987) is een Ethiopische middellangeafstandsloper, die is gespecialiseerd in de 1500 m.
Zijn eerste internationale wedstrijd was het WK 2007 in Osaka, waar Mekonnen als elfde eindigde in de voorrondes. Zijn eerste grote succes behaalde hij op de wereldkampioenschappen indooratletiek 2008 in het Spaanse Valencia. Hij werd in eerste instantie gediskwalificeerd, omdat hij buiten zijn baan had gelopen, maar dankzij een protest van de Ethiopische atletiekfederatie werd zijn diskwalificatie teruggedraaid en kreeg hij alsnog het goud uitgereikt. Op de Olympische Spelen van 2008 in Peking sneuvelde hij in de series met een tijd van 3.33,71.

## Titels
- Wereldindoorkampioen 1500 m - 2008, 2010

## Persoonlijke records
Outdoor
| Onderdeel   | Prestatie | Datum            | Plaats |
| ----------- | --------- | ---------------- | ------ |
| 1500 m      | 3.32,18   | 28 juli 2009     | Monaco |
| 1 Eng. mijl | 3.48,95   | 3 juli 2009      | Oslo   |
| 3000 m      | 7.32,93   | 6 september 2009 | Rieti  |
| 5000 m      | 13.07,95  | 25 juni 2009     | Milaan |

Indoor
| Onderdeel   | Prestatie | Datum            | Plaats     |
| ----------- | --------- | ---------------- | ---------- |
| 1500 m      | 3.33,10   | 20 februari 2010 | Birmingham |
| 1 Eng. mijl | 3.54,11   | 10 februari 2009 | Liévin     |

## Palmares

### 1500 m
- 2008:  WK indoor - 3.38,23
- 2009:  FBK Games - 3.34,85
- 2009:  WK - 3.36,01
- 2010:  WK indoor - 3.41,86

### Golden League en Diamond League-podiumplekken
1500 m
- 2010:  Adidas Grand Prix – 3.33,85

1 mijl
- 2008:  Bislett Games – 3.49,72
- 2009:  Bislett Games – 3.48,95